# (523797) 2016 NM56
2016 NM56, também escrito como 2016 NM56, é um corpo menor do Sistema Solar que é classificado pelo Minor Planet Center como um Centauro. Ele possui uma magnitude absoluta de 11,1 e tem um diâmetro estimado com 27 km.

## Descoberta
2016 NM56 foi descoberto no dia 14 de julho de 2016, por meio do Pan-STARRS 1.

## Órbita
A órbita de 2016 NM56 tem uma excentricidade de 0,858 e possui um semieixo maior de 74,047 UA. O seu periélio leva o mesmo a uma distância de 10,526 UA em relação ao Sol e seu afélio a 138 UA.